# Дуцове
Дуцове (слч. Ducové) насељено је мјесто са административним статусом сеоске општине (слч. obec) у округу Пјештјани, у Трнавском крају, Словачка Република.

## Становништво
| Година:    | 1994. | 2004.   | 2014.    | 2024.    |
| ---------- | ----- | ------- | -------- | -------- |
| Број људи: | 334   | 357     | 416      | 482      |
| Разлика:   |       | +6,88 % | +16,52 % | +15,86 % |

| Година:    | 2023. | 2024.   |
| ---------- | ----- | ------- |
| Број људи: | 476   | 482     |
| Разлика:   |       | +1,26 % |

Према подацима о броју становника из 2024. године насеље је имало 482 становника.